# Real (Braga)
Real is een plaats (freguesia) in de Portugese gemeente Braga en telt 4 871 inwoners (2001).